# Лафчиева къща
Лафчиевата къща e известна старинна архитектурна постройка в град Дряново, България.
Намира се на ул. Шипка № 82. Обявена е за паметник на културата от национално значение.
Тя е единствената в България запазена 3-етажна жилищна сграда в традиционен стил от възрожденския период, но изградена по различен начин. Известна е още и като „къщата без пироните“, понеже е построена без нито един гвоздей или метална скоба.